# Gabriella Dorio
Gabriella Dorio (Veggiano, 27 de junho de 1957) é uma ex-atleta meio-fundista e campeã olímpica italiana.
Especialista nos 800 m e nos 1500 m, ficou em quarto lugar nesta última distância em Moscou 1980, Jogos boicotados pelos Estados Unidos e seus aliados. Em 1982, conquistou o ouro no Campeonato Europeu de Atletismo em Pista Coberta e o bronze no Campeonato Europeu de Atletismo disputado em Atenas, Grécia.
Seu maior momento foi em Los Angeles 1984, Jogos agora boicotados pela União Soviética e seus aliados, quando, após mais um quarto lugar olímpico, agora nos 800 m,  conquistou a medalha de ouro nos 1500 m derrotando as romenas Doina Melinte - ouro nos 800 m - e Maricica Puica - ouro nos 3000 metros.
Até 2012, suas marcas para os 800 m (1:57.66 - Pisa, 1980) e 1500 m (3:58.65 - Pisa, 1982), com mais de trinta anos de duração, continuam a ser os recordes femininos italianos para as duas distâncias.